# Lijst van Nintendo DS-spellen
Dit is een lijst van Nintendo DS-spellen, gerangschikt op alfabetische volgorde.

## A
- A Witch's Tale
- Ace Attorney: Apollo Justice
- Ace Attorney: Investigations
- Actionloop (Nintendo)
- Activision Anthology
- Actua Pool
- Advance Wars: Dark Conflict
- Advance Wars: Dual Strike
- Adventures of Pinocchio
- Agatha Christie: The ABC Murders
- Age of Empires: Mythologies
- Age of Empires: The Age of Kings
- Air Traffic Controller
- Alex Rider: Stormbreaker
- Alice in Wonderland
- Aliens in the Attic
- Aliens: Infestation
- Allied Ace Pilots
- Alvin & de Chipmunks
- America’s Next Top Model
- American Dragon Jake Long
- AMF Bowling Pinbusters
- Ancient Spirits: Columbus' Legacy
- Animal Crossing: Wild World
- Animal Genius
- Animal Life: Eurasia
- Animal Paradise
- Animal Planet: Emergency Vets
- Animaniacs: Lights, Camera, Action!
- Animates
- Anky’s Ruiterschool
- Anno 1701
- Anno: Create a New World
- Another Code: Two Memories
- Aqua Panic!
- Aquarium
- Arctic Tale
- Are You Smarter Than a 5th Grader
- Arkanoid DS
- Army Men: Soldiers of Misfortune
- Around the World in 80 Days
- Art Academy
- Arthur and the Minimoys
- Asphalt 2: Urban GT
- Asphalt: Urban GT
- Assassin’s Creed
- Assassin’s Creed II: Discovery
- Asterix & Obelix XXL 2: Mission Wifix
- Asterix en de Olympische Spelen
- Asterix: Brain Trainer
- Asterix: Rare Jongens, die Romeinen!
- Atelier Annie: Alchemists of Sera Island
- Atlantic Quest
- ATV Monster Truck Mayhem
- ATV Quad Frenzy
- Avalon Code
- Avatar: De Legende van Aang - De Brandende Aarde
- Avatar: De Legende van Aang - De Vuurmeester
- Avatar: The Legend of Aang
- Away Shuffle Dungeon

## B
- Baas in Eigen Bos
- Baasje Gezocht
- Baby Life
- Back at the Barnyard
- Bakugan Battle Brawlers: Battle Trainer
- Bakugan: Battle Brawlers
- Bakugan: Defenders of the Core
- Bakugan: Rise of the Resistance
- Balls of Fury
- Band Hero
- Bangai-O Spirits
- Barbie als de Eilandprinses
- Barbie Dreamhouse Party
- Barbie en de Drie Musketiers
- Barbie Hondenshow Puppy’s
- Barbie in the 12 Dancing Princesses
- Barbie Mode Show Gevoel Voor Stijl
- Barbie Paardenavontuur: Het Paardrijkamp
- Barbie: Jet, Set & Style!
- Barnyard Blast
- Batman: The Brave and the Bold the Videogame
- Battles of Prince of Persia
- Battleship/Trouble/Connect 4/Sorry
- Bee Movie Game
- Beestenboel de Boerderij Spelen
- Bejeweled Twist
- Bella Sara
- Ben 10 Alien Force
- Ben 10 Alien Force: Vilgax Attacks
- Ben 10 Omniverse
- Ben 10 Protector of Earth
- Best Friends Mijn Paard: Van Veulen tot Paard
- Best of Arcade Games DS
- Best of Board Games DS
- Best Of Card Games DS
- Best of Tests DS
- Betty Boop’s Double Shift help SterSter
- Beyblade Metal Fusion
- Beyblade Metal Fusion: Cyber Pegasus
- Beyblade Metal Masters: Nightmare Rex
- Big Bang Mini
- Big Brain Academy
- Big Catch: Bass Fishing
- Big Mutha Truckers
- Biker Mice From Mars
- Billiard Action
- Bionicle Heroes
- Black Sigil
- Blades of Thunder II
- Bleach: Dark Souls
- Bleach: The 3rd Phantom
- Bleach: The Blade of Fate
- Blood Bowl
- Blue Dragon Awakened Shadow
- Blue Dragon Plus
- Bob the Builder: Wij Bouwen een Feestje
- Boing! Docomodake DS
- BOLT
- Bomberman
- Bomberman 2
- Bomberman Land Touch
- Bomberman Land Touch 2
- Bomberman Story DS
- Boogie
- Boulder Dash Rocks
- Brain Assist
- Brain Buster
- Brain Challenge
- Brain Voyage
- Bratz Kidz Party
- Bratz: 4 Real
- Bratz: Forever Diamondz
- Bratz: Girlz Really Rock
- Bratz: Ponyz
- Bratz: Ponyz 2
- Bratz: Super Babyz
- Brave
- Break ’em All
- Brico Party
- Bridge Training
- Broken Sword: Shadow of the Templars
- Brothers in Arms
- Bubble Bobble Double Shot
- Bubble Bobble Revolution
- Buddy Engels
- Build a Bear Workshop
- Bunnyz
- Burnout Legends
- Bust-a-Move DS

## C
- C.O.P.: The Recruit
- Cake Mania
- Cake Mania 2
- Call of Atlantis
- Call of Duty 4: Modern Warfare
- Call of Duty: Black Ops Ster
- Call of Duty: Modern Warfare - Mobilized
- Call of Duty: Modern Warfare 3 - Defiance
- Call of Duty: World at War
- Card Games: The Classics
- Carnival: Kermis Games
- Cars
- Cars 2
- Cars Race-O-Rama
- Cars: De Internationale race van Takel
- Cartoon Network Racing
- Casper’s Scare School: Spooky Sportdag
- Castlevania: Dawn of Sorrow
- Castlevania: Order of Ecclesia
- Castlevania: Portrait of Ruin
- Casual Classics
- Casual Mania
- Cate West: The Vanishing Files
- Cats Academy
- Catz
- Catz 2
- Championship Boxing
- Championship Pony
- Charlotte?s Web
- Chessmaster: The Art of Learning
- Chibi-Robo!: Park Patrol
- Chicken Blaster
- Chicken Hunter
- Chicken Little Ace in Action
- Chicken Shoot
- Children of Mana
- Chronicles of Mystery: Curse of the Ancient Temple
- Chronicles of Mystery: The Secret Tree of Life
- Chrono Trigger
- Chronos Twins
- Chrysler Classic Racing
- City Life
- Classic Games Premium Selection
- Clue/Mouse Trap/Perfection/Aggravation
- Cocoto Racers
- Code Lyoko
- Code Lyoko Fall of X.A.N.A.
- Colin McRae: DiRT 2
- Colour Cross
- Command and Destroy
- Contact
- Contra 4
- Cookie & Cream
- Cookie Shop
- Cooking Guide: Can’t decide what to eat?
- Cooking Mama
- Cooking Mama 2: Dinner with Friends
- Crash Boom Bang!
- Crash of the Titans
- Crash: Mind over Mutant
- Crayola Treasure Adventures
- Crazy Frog Racer
- Crazy Machines 2
- Crazy Pig
- Crime Lab: Body of Evidence
- Criminology
- CrossworDS
- Cruise Line Tycoon
- CSI: Dark Motives
- CSI: Deadly Intent - The Hidden Cases
- CSI: Unsolved!
- Custom Robo Arena

## D
- Danny Phantom: Urban Jungle
- De Blob 2
- De gelaarsde kat (computerspel)De Gelaarsde Kat
- De Kleine Zeemeermin: Avonturen Diep in de Zee
- De Kolonisten van Catan
- De Kronieken van Narnia: De Leeuw de Heks en de Kleerkast
- De Kronieken van Narnia: Prince Caspian
- De Magische 10: Een avontuur in het land van de tientallen
- De Magische eenhoorn
- De Pinguins van Madagascar
- De Pinguins Van Madagascar: Dr Blowhole Keert Weer Terug!
- De Schat van de Dolfijnen
- De Sims 2
- De Sims 2: Appartementsdieren
- De Sims 2: Huisdieren
- De Sims 2: Op een Onbewoond Eiland
- De Sims 3
- De Smurfen
- De Smurfen 2
- Dead 'n' Furious
- Deal or No Deal
- Death Jr. and the Science Fair of Doom
- Deep Labyrinth
- Dementium II
- Dementium The Ward
- Denksport Varia
- Devilish
- Diabolik: The Original Sin
- Diary Girl
- Diddy Kong Racing DS
- Digdug Digging Strike
- Digimon World Championship
- Diner Dash
- Dino Master
- Disgaea DS
- Disney Fairies: TinkerBell
- Disney Fairies: TinkerBell en de Grote Reddingsoperatie
- Disney Fairies: TinkerBell en de Verloren Schat
- Disney Friends
- Disney Planes
- Disney Princess Betoverende Verhalen
- Disney Princess: Magische Edelstenen
- Disney’s A Christmas Carol
- Disney’s Enchanted
- Disney’s Jonas
- Dodge Racing: Charger vs Challenger
- Dogz
- Dogz 2
- Dogz Fashion
- Dolfijnen Eiland
- Dolfijnen Eiland: Het Onderwater Avontuur
- Dolphin Trainer
- Donkey Kong: Jungle Climber
- Doodle Hex
- Doolhof
- Dora & Vriendjes: Dierenredders
- Dora & Vriendjes: Fantastische Vlucht!
- Dora Puppy
- Dora Redt de Sneeuwprinses
- Dora Redt de Zeemeerminnen
- Dora’s Grote Verjaardag Avontuur
- Double Sequence the Q Firus
- Dr Reiner Knizia’s Brain Benders
- Dr. House
- Dr. Kawashima's Brain Training: Hoe oud is jouw brein?
- Draglade
- Dragon Ball Z: Attack of the Saiyans
- Dragon Ball Z: Goku Densetsu
- Dragon Ball Z: Harukanaru
- Dragon Ball Z: Supersonic Warriors 2
- Dragon Ball: Origins
- Dragon Ball: Origins 2
- Dragon Booster
- Dragon Quest Heroes: Rocket Slime
- Dragon Quest IX: Sentinels of the Starry Skies
- Dragon Quest Monsters: Joker
- Dragon Quest Monsters: Joker 2
- Dragon Quest V: Hand of the Heavenly Bride
- Dragon Quest VI Realms of Reverie
- Dragon Quest: The Chapters of the Chosen
- Drake and Josh
- Draken Jagers
- Drakologie
- Drawn to Life
- Drawn to Life: Het Nieuwe Hoofdstuk
- Drawn to Life: Spongebob SquarePants
- Dream Pinball 3d
- DreamWorks Super Star Kartz
- Drone Tactics
- Drop Cast
- DTM Race Driver 3: Create & Race
- Ducati Moto
- Duke Nukem: Critical Mass
- Dungeon Explorer
- Dungeon Maker
- Dungeon Raiders
- Dynasty Warriors

## E
- EA Playground
- Earthworm Jim
- Easy Piano
- Eco Creatures
- Ed’s Farm
- Ed, Edd ’n Eddy Scam of the Century
- Een Tegen 100
- Egg Monster Hero
- Eigo ga Nigate na Otona no DS Training: Eigo Duke
- Eindeloos Backgammon
- Eindeloos Games Top 10
- Eindeloos Mahjong
- Eindeloos Mahjong 2: Een Reis om de Wereld
- Eindeloos Patience
- El Tigre: The Adventures of Manny Rivera
- Electroplankton
- Eledees: The Adventures of Kai and Zero
- Elements of Destruction
- Elite Beat Agents
- Emergency
- Emily Archer: The Curse of King Tut's Tomb
- Enchanted Folk and the School of Wizardry
- English Training: Leer spelenderwijs Engels
- Eragon
- Escape the Museum
- Etrian Odyssey
- Etrian Odyssey II: Heroes of Lagaard
- Etrian Odyssey III: The Drowned City
- Europa Universalis II
- Evolution GT
- Exit
- Expeditie Robinson
- Eyeshield 21: MAX Devil Power

## F
- F-14 Tomcat
- F24 Stealth Fighter
- Face Training
- Famous
- Fantastic Four: Rise of the Silver Surfer
- Fantasy All-Stars MLB 2k8
- Fantasy Aquarium by DS
- Far East of Eden series
- Farm Frenzy
- Farm Frenzy 3
- Farm Life: Manage Your Own Farm
- Fashion Designer: Style Icon
- Fashion Tycoon
- Feestpret met Hello Kitty & Vrienden!
- Ferrari Challenge: Trofeo Pirelli
- FIFA 06
- FIFA 07
- FIFA 08
- FIFA 09
- FIFA 10
- FIFA 11
- FIFA Street 2
- FIFA Street 3
- Final Fantasy Crystal Chronicles: Echoes of Time
- Final Fantasy Crystal Chronicles: Ring of Fates
- Final Fantasy Fables Chocobo Tales
- Final Fantasy III
- Final Fantasy IV
- Final Fantasy Tactics A2: Grimoire of the Rift
- Final Fantasy XII: Revenant Wings
- Final Fantasy: The 4 Heroes of Light
- Finding Nemo: Vlucht naar de Oceaan
- Fire Emblem Shadow Dragon
- Fish Tycoon
- Fishdom
- Flipper Critters
- Flower Sun and Rain
- Flushed Away
- Football Academy
- Football Director DS
- Ford Racing 3
- Fossil Fighters
- Fossil League
- Foster’s Home
- Franklin’s Great Adventures
- Freddi Fish: Het ABC onder de zee
- Freedom Wings
- Freshly Picked Tingle’s Rosy Rupeeland
- Fritz Chess
- Frogger: Helmet Chaos
- From the Abyss
- Front Mission
- Fullmetal Alchemist: Dual Sympathy

## G
- G-Force
- G.I. Joe: The Rise of Cobra
- Galactic Taz Ball
- Game & Watch Collection
- Game & Watch Collection 2
- Gamehits
- Gardening Mama
- Garfield 2 Tale of Two Kitties
- Garfield Battle for Home
- Garfield Gets Real
- Garfield’s Funfest
- Garfield’s Nightmare
- Gentle Brain Training
- Geometry Wars Galaxies
- Goemon Mystical Ninja DS
- George of the Jungle
- Ghost Trick: Phantom Detective
- Ghostbusters: The Video Game
- Giana Sisters
- Girls Life Jewellery Style
- Girls Life Makeover
- Girls Only
- Glory Days 2
- Go Diego Go! Het Grote Dinosaurus Avontuur
- Go Diego Go!: Bouwen & Redden
- Go Diego Go!: Safari Avontuur
- Go Go Cosmo Cops
- Go Pets
- Go West! Een Lucky Luke Avontuur!
- Godzilla Unleashed
- Golden Nugget Casino DS
- Golden Sun: Dark Dawn
- GoldenEye 007
- GoldenEye: Rogue Agent
- Gourmet Chef
- Grand Theft Auto: Chinatown Wars
- Greatest Casual Collection
- Greg Hastings Tournament Paintball Max’d
- Gremlins Gizmo (NA)
- Grey’s Anatomy: The Video Game
- GT-DS Racing
- Guilty Gear Dust Strikers
- Guinness World Records: The Videogame
- Guitar Hero On Tour: Modern Hits
- Guitar Hero: On Tour
- Guitar Hero: On Tour - Decades
- Guitar Rock Tour
- Gunpey DS
- Guruguru Nagetto
- Guruguru Omiseyasan Gokko

## H
- Hamsterz (Ubisoft)
- Harry Potter en de Vuurbeker (Electronic Arts)
- Harry Potter en de Orde van de Feniks
- Harry Potter en de Halfbloed Prins
- Harvest Moon DS (Marvelous Interactive)
- Harvest Moon DS: Island of Happiness (Rising Star Games Ltd.)
- Heaven vs Hell (TKO Software)
- High School Musical 2: Work this out
- High School Musical 3: Senior Year
- High School Musical 3: Senior Year DANCE
- Hi Hi Puffy AmiYumi: The Genie and the Amp(D3)
- Hotel Dusk Room 215 (Nintendo)
- The Incredible Hulk: Ultimate Destruction (VU Games)
- Ham-Ham Challenge
- Grey's anatomy

## I
- I Did It Mum (boy)
- I Did It Mum (girl)
- I Love Horses
- I Spy Funhouse
- Ice Age 2
- Ice Age 3: Dawn of the Dinosaurs
- Ice Age 4: Continental Drift
- Ik Ben Dierenarts
- Ik en mijn Paarden
- Imagine Champion Rider
- Imagine Detective Adventures
- Imagine Figure Skater
- Imagine My Restaurant
- Imagine Sweet Sixteen
- Impossible Mission
- In de Ban van de Ring: Aragorn’s Avontuur
- Inazuma Eleven
- Inazuma Eleven 2: Blizzard
- Inazuma Eleven 2: Firestorm
- Indiana Jones and the Staff of Kings
- Infinite Space
- Intelligent License (Now Production)
- Interactive Storybook DS Series 1
- International Athletics
- InuYasha Secret of Divine Jewel
- Iron Man
- Iron man 2: The video game
- Iron Feather (Konami)
- It's A Wonderful World (Square Enix)
- Ivy the Kiwi?
- Izuna 2: The Unemployed Ninja Returns
- Izuna: The legend of the Ninja

## J
- Jackass
- Jagged Alliance
- Jake Hunter Detective Story
- Jambo Safari: Animal Rescue
- James Bond 007: Blood Stone
- James Bond 007: Quantum of Solace
- James Cameron’s Avatar: The Game
- James Patterson Women’s Murder Club
- James Pond Codename Robocod
- Jam Sessions
- Jam With The Band
- Jaws
- Jenga: World Tour
- Jetix Puzzle Buzzle
- Jewels of the Ages
- Jewels of the Tropical Lost Island
- Jewel Land
- Jewel Legends: Tree of Life
- Jewel Master Atlantis
- Jewel Master: Cradle of Athena
- Jewel Master: Cradle of Egypt
- Jewel Master: Cradle of Egypt 2
- Jewel Master: Cradle of Egypt + Mahjong Ancient Egypt Bundle
- Jewel Master: Cradle of Persia
- Jewel Master: Cradle of Rome
- Jewel Master: Cradle Of Rome 2
- Jewel Master Double Pack: Cradle of Rome & Cradle of Egypt
- Jewel Master Triple Pack: Cradle of Rome & Cradle of Athena & Cradle of Egypt
- Jewel Match
- Jewel Match 2
- Jewel Match 3
- Jewel Quest 5 the Sleepless Star
- Jewel Quest: Expeditions
- Jewel Quest IV: Heritage
- Jewel Quest Mysteries
- Jewel Quest: Mysteries 2: Trail of the Midnight Heart
- Jewel Quest Mysteries: Curse of the Emerald Tear
- Jewel Quest Solitaire
- Jewel Quest: Solitaire Trio
- Jewel Time Deluxe
- Jigapix Wonderful World
- Jinsei Game DS
- Jissen Pachislot Hisshopō! Fist of the North Star DS
- Joan Jade and the Gates of Xibalba
- Johnny Bravo Date-O-Rama
- Johnny Rocketfingers
- Juiced 2: Hot Import Nights
- Jump Superstars
- Jump Ultimate Stars
- Justice League Heroes

## K
- K3 en de Vrolijke Noten
- K3 en het IJsprinsesje
- K3: Fashion Party
- K3 Karaoke
- Kabouter Plop en de Pinguin
- Kakuromaniacs
- Kaido Racing Battle
- Kanji Sonomama Rakubiki Jiten
- Kawaii Koinu DS
- Kenshi Tendō Dokuta
- Kerokero King
- Keroro Gunsō
- Kim Possible 2: Drakken Demise
- Kim Possible: Global Gemini
- Kim Possible: Kimmunicator
- Kingdom Hearts: 358/2 Days
- Kingdom Hearts Re:coded
- Kirby: Mass Attack
- Kirby: Mouse Attack
- Kirby: Power Paintbrush
- Kirby: Squeak Squad
- Kirby: Super Star Ultra
- Knights in the Nightmare
- Koken met Dora
- Konami Classics Arcade Hits
- Konductra
- Kung Fu Panda
- Kung Fu Panda 2
- Kung Fu Panda: Legendarische Krijgers
- Kurupoto Cool Cool Stars

## L
- Labyrinth
- Lanfeust de Troy
- Last King of Africa
- Last Window: The Secret of Cape West
- Laura's Passie: Avonturen Schoolmysteries
- Laura's Passie: Babysitten
- Laura's Passie: Babysittersclub
- Laura's Passie: Ballerina
- Laura's Passie: Beautystylist
- Laura's Passie: Dierenarts
- Laura's passie: Dokter
- Laura's Passie: Droombruid
- Laura's Passie: Filmster
- Laura’s Passie: Interieurontwerper
- Laura's Passie: Journalist
- Laura's Passie: Koken
- Laura’s Passie: Mijn Geheimen
- Laura's Passie: Mode
- Laura's Passie: Paardrijden
- Laura's Passie: Party planner
- Laura's Passie: Popster
- Laura's Passie: Safari
- Laura's passie: Schooljuffrouw
- Laura’s Passie Schooljuffrouw: Op Kamp
- Laura's Passie: Streetdance
- Laura's Passie: Tekenen en schilderen
- Laura's Passie: Top Model
- Laura's passie: Turnen
- Learn With Pokémon: Typing Adventure
- Left Brain Right Brain
- Left or Right
- Legend of Kay
- Legend of the River King DS
- Legacy of Ys Books I & II
- Legende van Ga’Hoole
- Legends of Wrestling II
- LEGO Batman 2: DC Super Heroes
- LEGO Batman: The Videogame
- LEGO Battles
- LEGO Friends
- LEGO Harry Potter: Jaren 1-4
- LEGO Harry Potter: Jaren 5-7
- LEGO Indiana Jones 2: The Adventure Continues
- LEGO Indiana Jones: The Original Adventures
- LEGO in de Ban van de Ring
- LEGO Legends of Chima: Laval’s Journey
- LEGO Marvel Super Heroes: Universe in Peril
- LEGO Ninjago: The Videogame
- LEGO Pirates of the Caribbean
- LEGO Rock Band
- LEGO Star Wars III: The Clone Wars
- LEGO Star Wars II: The Original Trilogy
- LEGO Star Wars: The Complete Saga
- LEGO Star Wars: The Video Game
- Let’s Ride! Friends Forever
- Leven op de Boerderij
- LifeSigns: Hospital Affairs
- Lifesigns Surgical Unit
- Linda Hyde: Vampire Mansion
- Line Rider: Freestyle
- Lingo
- Lingo Deluxe
- Lingo voor Kinderen
- Lionel Trains: On Track
- Littlest Pet Shop: City Friends
- Littlest Pet Shop: Jungle
- Littlest Pet Shop: Spring
- Littlest Pet Shop: Strand Vrienden
- Littlest Pet Shop: Tuin
- Littlest Pet Shop: Vrienden Platteland
- Littlest Pet Shop: Winter
- Living High, Killing Low
- Lock’s Quest
- Logic Machines
- Londonian Gothics: Mekyū no Lolita
- Looney Tunes: Cartoon Concerto
- Looney Tunes: Duck Amuck
- Lost in Blue
- Lost in Blue 2
- Lost in Blue 3
- Lost Magic
- Lucky Luke - The Daltons
- Lucky Star: Moe Drill
- Lufia: Curse of the Sinistrals
- Luminous Arc
- Luminous Arc 2
- Lunar Dragon Song
- Lunar Genesis
- Lunar Knights: Vampire Hunters
- Lux-Pain
- Luxor: Pharaoh’s Challenge

## M
- Madagascar (Activision)
- Madagascar 2
- Madagascar 3: Europe’s Most Wanted
- Madagascar: Escape 2 Africa
- Madagascar: Kartz
- Madden NFL 2005 (Electronic Arts)
- Madden NFL 2006 (Electronic Arts)
- Madden NFL 2007 (Electronic Arts)
- Madden NFL 2009 (Electronic Arts)
- Mage Knight Destiny’s Soldier
- Magical Starsign
- Magical Vacation (Brownie Brown)
- Magic Encyclopedia II: Moonlight
- Magie & Illusie
- Magnetica (Nintendo)
- Mah-Jong 300
- Mahjongg Ancient Egypt
- Mahjongg Ancient Mayas
- Mahjongg DS
- Mahjong Taikai (Koei)
- Mahjong Quest: Expeditions
- M&M’s Break Em
- Mahou Touch (Bandai)
- March of the Penguins
- Mario & Luigi: Partners in Time (Nintendo)
- Mario & Luigi: Bowser's Inside Story (Nintendo)
- Mario & Sonic op de Olympische Spelen (Nintendo/Sega)
- Mario & Sonic op de Olympische Winterspelen (Nintendo/Sega)
- Mario Kart DS (Nintendo)
- Mario Party DS (Nintendo)
- Mario Slam Basketball (Square Enix)
- Mario vs. Donkey Kong 2: March of the Minis (Nintendo)
- Mario vs. Donkey Kong 3: Miniland mayhem (Nintendo)
- Martin Mystery
- Marvel Nemesis: Rise of the Imperfects
- Marvel Super Hero Squad
- Marvel Super Hero Squad Infinity Gauntlet
- Marvel Trading Card Game
- Marvel Ultimate Alliance 2
- Mary King’s Riding School
- Master of the Monster Lair
- Matchstick Puzzle by DS
- Match 3 Madness
- Maths Play: Plezier met Cijfers
- Mawashite Tsunageru Touch Panic (Nintendo)
- Max & the Magic Marker
- Max En De Maximonsters
- Maya
- May’s Mysteries: The Secret of Dragonville
- Mazes of Fate
- Mazes of Fate 2
- Mechanic Master
- MechAssault: Phantom War (Majesco)
- Meer Brain Training van Dr. Kawashima: Hoe oud is jouw brein? (Nintendo)
- Meet the Robinsons
- Megaman Starforce 2 Ninja
- Megaman Starforce 2 Zerker x Saurian
- Megaman Starforce 3 Black Ace
- Megaman Starforce 3 Red Joker
- Megaman Starforce Dragon
- Megaman Starforce Leo
- Megaman Starforce Pegasus
- Megaman Zero Collection
- Megaman ZX
- Megaman ZX Advent
- Megamind: De Blauwe Redder
- Mega Brain Boost
- Mega Man Battle Network 5: Double Team DS
- Mega Man Star Force 2: Zerker x Ninja
- Mega Man Star Force: Dragon
- Mega Mindy
- Meikyū (Aruze)
- Metal Slug 7
- Meteos (Bandai)
- Metroid Dread (Nintendo)
- Metroid Prime Pinball (Nintendo)
- Metroid Prime: Hunters (Nintendo)
- Miami Crisis
- Miami Law
- Miami Nights Singles in the City
- Michael Jackson: The Experience
- Micro Machines V4
- Midnight Mysteries: The Edgar Allan Poe Conspiracy
- Midnight Play! Pack
- Might & Magic: Clash of Heroes
- Mijn Baby
- Mijn Baby-Dierentuin
- Mijn Babycrèche
- Mijn Dierenkliniek Huisdieren
- Mijn Dierenkliniek in Afrika
- Mijn Dierenpension
- Mijn Dierenpension 2
- Mijn Dierenpraktijk
- Mijn Dierenschool
- Mijn Droomjob Popstar
- Mijn Droomjob Verpleegster
- Mijn Games: Mijn Make-Up
- Mijn Games: Mijn Verkleedpartij
- Mijn Geheime Dagboek
- Mijn Honden en Katten
- Mijn Puppyhuis (Nintendo)
- Mijn Woorden Coach
- Mikke! (Aki)
- Mindstorm
- Mind Quiz: Your Brain Coach
- Mini Ninjas
- Mini RC Rally (Summitsoft)
- Minna no Mahjong: Kenkou Mahjong (MTO)
- Minute to Win it
- Mission Vétérinaire
- MLB Power Pros 2008
- Modeontwerpster in Parijs
- Monopoly/Boggle/Yahtzee/Battleship
- Monsters Vs. Aliens
- Monster Bomber
- Monster High: de Graf Geest
- Monster High: Skultimate Roller Maze
- Monster House
- Monster Jam
- Monster Jam Urban Assault
- Monster Lab
- Monster Puzzle
- Monster Rancher DS
- Monster Tale
- Monster Trucks DS
- Moon
- Moorhuhn DS
- More Touchmaster
- Moto Racer
- Mr. Bean DS
- Mr. Driller Drill Spirits (Namco)
- Mr. Slime
- Miss Spider's Sunny Patch Friends - Harvest Time Hop and Fly
- Moero! Nekketsu Rhythm Damashii Osu! Tatakae! Ouendan 2 (Nintendo, Inis)
- Momotarō World (Hudson)
- Monster Summoner (Ertain)
- Monster Rancher Jamboree (Tecmo)
- Monster Trucks DS
- Moonlight Fables (Majesco)
- MTV Fan Attack
- MTV Pimp My Ride Street Racing
- MX 2002 Featuring Ricky Carmichael
- Mx Vs Atv: Reflex
- MX vs ATV Untamed
- MySims
- MySims Agents
- MySims Kingdom
- MySims Party
- MySims Racing
- MySims SkyHeroes
- Myst
- Mysterious Adventures in the Caribbean
- Mystery Case Files: MillionHeir
- Mystery Case Files: Prime Suspects
- Mystery Case Files: Ravenhearst
- Mystery Dungeon: Shiren the Wanderer
- Mystery Stories: Mountains of Madness (Jewel Edition)
- Mystery Tales 2: The Spirit Mask
- Mystery Tales 2: The Spirit Mask (casual classics)
- Mystery Tales: Time Travel
- Mystical Ninja (Konami)
- My Animal Centre
- My Animal Centre in Africa
- My Animal Centre in Australia
- My Baby 2: Mijn Baby Wordt Groot
- My Baby 3 & Friends
- My Baby Boy
- My Baby Girl
- My Chinese Coach
- My Dog Coach
- My Dress-Up
- My Farm Around the World
- My Fashion Studio
- My French Coach Level 1: Beginners
- My Friends
- My Frogger Toy Trials
- My Health Coach: Je Gewicht in Balans met Stappenteller
- My Health Coach: Stoppen met Roken
- My Horse & Me
- My Horse & Me 2
- My Horse Club: Op Zoek naar de Mooie Appaloosa
- My Japanese Coach
- My Little Flufties
- My Little Pony Pinkie Pie’s Party
- My Make-Up
- My Pet Dolphin
- My Pet Shop
- My Spanish Coach Level 1: Beginners
- My Stop Smoking Coach
- My Weight Loss Coach
- My Word Coach Junior: Woordjes Leren
- My Word Coach: Verbeter Je Woordenschat

## N
- N+
- Nadia’s World
- Naked Brothers Band
- Namco Museum DS
- Nancy Drew: The Mystery of the Clue Bender Society
- Nanostray
- Nanostray 2
- Napoleon Dynamite
- Naruto: Saikyou Ninja Daikesshu 3 (TOMY)
- Naruto: Saikyou Ninja Daikesshu 4 (TOMY)
- Naruto: Ninja Council - European Version
- Naruto: Ninja Council 2 European Version
- Naruto: Ninja Council 3
- Naruto: Ninja Destiny
- Naruto: Path of the Ninja
- Naruto: Path of the Ninja 2
- Naruto RPG 2: Chidori vs. Rasengan (TOMY)
- Naruto RPG 3: Reijuu vs. Konoha Shoutai (TOMY)
- Natalie Brooks: Mystery at Hillcrest High
- Natalie Brooks: Treasures of the Lost Kingdom
- Need for Speed: Carbon - Own the City
- Need for Speed: Most Wanted (Electronic Arts)
- Need for Speed: Underground (Electronic Arts)
- Need for Speed: Underground 2 (Electronic Arts)
- Need for Speed Carbon: Own the city (Electronic Arts)
- Need for Speed: Pro Street (Electronic Arts)
- Need for Speed Nitro (Electronic Arts)
- Nervous Brickdown (Arkedo)
- Neves
- New International Track & Field
- New Super Mario Bros.
- New Zealand Story Revolution
- Nicktoons Unite! (THQ)
- Nights of War Songs (KyrcStudios)
- Nijntjes Wereld
- Nine Hours, Nine Persons, Nine Doors
- Ninjatown
- Ninja Gaiden: Dragon Sword
- Ninja Reflex
- Nintendogs: Best Friends
- Nintendogs: Chihuahua & Friends
- Nintendogs: Dachshund & Friends
- Nintendogs: Dalmatian & Friends
- Nintendogs: Labrador & Friends
- Nintendo DS Browser & Memory Expansion Pack
- Nintendo DS Lite Browser & Memory Expansion Pak
- Nintendo presents: Style Boutique
- Nintendo Touch Golf: Birdie Challenge
- Nostalgia
- NY Times Crosswords

## O
- Ochaken DS (MTO)
- Okamiden
- Oktoberfest
- OMG
- One Piece: Gigant Battle
- Ontamarama
- Operation Vietnam
- Orcs & Elves
- Organizer Plus (SummitSoft)
- Osu! Tatakae! Ouendan (Nintendo/Inis)
- Overlord: Minions
- Over the Hedge
- Over the Hedge: Hammy Draait Door

## P
- Paard & Pony: Mijn Paardenstal
- Pac 'n Roll (Namco)
- Pac-Man World 3 (Namco)
- Pac-Pix (Namco)
- Paint by DS
- Paint by DS Military Vehicles
- Panzer Tactics DS
- Party Carnival
- Pass the Pigs: Let the Good Swines Roll!
- Paws & Claws: Pet Vet
- Paws & Claws: Pet Vet Healing Hands
- PDC World Championshop Darts (2009)
- Percy Jackson & The Lightning Thief
- Personal Trainer DS for Women
- Personal Yoga Training
- Peter Jackson’s King Kong
- Peter Jackson?s King Kong: The Official Game of the Movie
- Peter Pan’s Playground
- Petz Fantasy
- Petz Hamster Superstar
- Petz: My Baby Panda
- Petz: My Horse Family
- Petz: My Kitten Family
- Petz: My Monkey Family (Ubisoft)
- Petz: My Puppy Family
- Petz: Nursery
- Petz Pony Club
- Pet Alien Intergalactic Puzzle
- Pet Pals Animal Doctor
- Phantasy Star Zero
- Phil Taylor’s Power Play Darts
- Phineas and Ferb
- Phineas and Ferb: Across the 2nd Dimension
- Phineas and Ferb: Een Dolle Rit
- Phineas and Ferb: Quest for Cool Stuff
- Phoenix Wright: Ace Attorney (Capcom)
- Phoenix Wright: Ace Attorney: Justice for All (Capcom)
- Phoenix Wright: Ace Attorney: Trials & Tribulations (Capcom)
- Picross 3D
- Picross DS
- Pictionary
- Pictoimage
- Picture Puzzle Collection: More Than 25 Games
- Pieter Post
- Ping Pals
- Pipe Mania
- Pippa Funnel
- Pippi Langkous
- Pirates
- Pirates of the Caribbean: At World’s End
- Pirates of the Caribbean: Dead Man's Chest
- Planet 51: The Game
- Planet Puzzle League
- Plants Vs. Zombies
- Platinum Sudoku
- Playmobil Piraten
- Playmobil Ridders
- Playmobil: Top Agents
- Plop en de Pinguïn (Studio 100)
- Pluk van de Petteflet
- Pogo Island
- Point Blank DS
- Pokémon Black Version
- Pokémon Black Version 2
- Pokémon Conquest
- Pokémon Dash
- Pokémon Diamond Version
- Pokémon HeartGold Version
- Pokémon Link!
- Pokémon Mystery Dungeon: Blue Rescue Team
- Pokémon Mystery Dungeon: Explorers of Darkness
- Pokémon Mystery Dungeon: Explorers of Sky
- Pokémon Mystery Dungeon: Explorers of Time
- Pokémon Pearl Version
- Pokémon Platinum Version
- Pokémon SoulSilver Version
- Pokémon Ranger
- Pokémon Ranger: Guardian Signs
- Pokémon Ranger: Shadows of Almia
- Pokémon Ranger: The Road to Diamond and Pearl (Nintendo)
- Pokémon Trozei (Nintendo)
- Pokémon White Version
- Pokémon White Version 2
- Polarium
- Pony Friends
- Pony Luv
- Populous
- Pop Cutie! Street Fashion Simulation
- Powerful Pro Baseball series (Konami)
- Powerplay Tennis
- Powershot Pinball Constructor
- Power Play Pool
- Power Rangers Samurai
- Power Rangers: Super Legends
- Prey the Stars
- Princess Debut: The Royal Ball
- Princess Isabella: A Witch’s Curse
- Princess Melody
- Princess Natasha
- Princess on Ice
- Prince of Persia: The Fallen King
- Prince of Persia: The Forgotten Sands
- Prince of Tennis: 2005 Crystal Drive (Konami)
- Prinses Lillifee
- Prinses Lillifee: Mijn Wonderwereld
- Prinses Melodie
- Prism Light the Way
- Professional Fisherman’s Tour
- Professional Wrestling (Yukes)
- Professor Brainmaniac
- Professor Heinz Wolff’s Gravity
- Professor Kageyama’s Rekentraining
- Professor Layton and the Curious Village
- Professor Layton en de Doos van Pandora
- Professor Layton en de Erfenis van de Azran (Level-5)
- Professor Layton en de Melodie van het Spook
- Professor Layton en de Verloren Toekomst
- Professor Layton en het Masker der Wonderen (Level-5)
- Project Hacker (Nintendo)
- Project M (Sega)
- Project Rub
- Pro Evolution Soccer 2006
- Pro Evolution Soccer 2007
- Pro Evolution Soccer 2008
- Puffins: Island Adventure
- Puppy Luv: Spa & Resort
- Puyo Pop Fever 2 (Sega)
- Puyo Pop Fever
- Puzzler Collection
- Puzzle Bobble Galaxy
- Puzzle Chronicles
- Puzzle de Harvest Moon
- Puzzle Kingdoms
- Puzzle League
- Puzzle Quest
- Puzzle Quest 2
- Puzzle Quest Galactrix

## Q
- Quad Desert Fury 2 (Majesco)
- Quest Braintainment (Atari)
- Quickspot

## R
- Rabbids Go Home
- Race Driver: GRID
- Racing Gears 2 (Orbital)
- Radiant Historia
- Rafa Nadal Tennis
- Ragnarok
- Rainbow Islands Revolution
- Rain Drops
- Rakugaki Kingdom series (Taito)
- Rally DS (Spike)
- Ram Racing
- Rango
- Rapunzel
- Ratatouille
- Ratatouille Food Frenzy
- Rayman DS
- Rayman Raving Rabbids
- Rayman Raving Rabbids 2
- Rayman Raving Rabbids TV Party
- Ready 2 Rumble Boxing: Round 2
- Real Crimes: Jack the Ripper
- Real Crimes: The Unicorn Killer
- Real Football 2008
- Real Football 2009
- Real Stories: Horses
- Real Time Conflict Shogun Empires
- Red Bull BC One
- Red de Aarde: Bescherm de Oceaan
- Red de Aarde: Bescherm Dieren in Nood
- Red de Aarde: Bescherm het Eiland
- Rekishi Simulation (Koei)
- Resident Evil: Deadly Silence
- Restaurant Tycoon
- Retro Atari Classics (Atari)
- Retro Arcade Toppers (Puzzle, Shoot’m Up, Breakout)
- Rewind (Two Tribes)
- Rhapsody a Musical Adventure
- Rhythm ’n Notes
- Rhythm Paradise
- Ridge Racer DS
- Rijexamen Training 2008
- Rio: The Video Game
- Rise of the Guardians: The Video Game
- River King Mystic Valley
- Road to Vegas
- Robbie Konijn leer lezen en schrijven
- Robocalypse
- Robots
- Rock Revolution
- Rollercoaster Park
- Romance of the Three Kingdoms (Koei)
- Rooms: The Main Building
- Rubik’s World
- Rummikub
- Runaway a Twist of Fate
- Runaway: The Dream of the Turtle
- Rune Factory 2: A Fantasy Harvest Moon
- Rune Factory: A Fantasy Harvest Moon

## S
- Safecracker: The Ultimate Puzzle Adventure
- Sally’s Salon
- Samantha Swift and the Hidden Roses of Athena
- Sands of Destruction
- SBK: Snowboard Kids
- Schaakmat!
- Scooby-Doo! En het Spookmoeras
- Scooby-Doo! Operatie Kippenvel
- Scooby-Doo! Unmasked
- Scooby-Doo! Who’s Whatching Who?
- Scrabble Interactive 2007 Edition
- Scribblenauts
- Scurge: Hive
- SD Gundam G Generation DS (Bandai)
- Seaworld: Shamu’s Deep Sea Adventure
- Sea Monsters
- Sea Park Tycoon
- Secret Files: Tunguska
- Sega Casino
- Sega Presents Touch Darts
- Sega Superstars Tennis
- Sentōin Yamada Hajime 2 (Kids Station)
- Sesamstraat: Klaar Voor de Start, Grover!
- Settlement: Colossus
- Shaun White Snowboarding
- Sherlock Holmes and the Mystery of Osborne House
- Sherlock Holmes: The Mystery of the Mummy
- Shining Stars Super Starcade
- Shin Megami Tensei Devil Survivor
- Shin Megami Tensei: Devil Survivor 2
- Showtime Championship Boxing
- Shrek’s Crazy Party Games
- Shrek: Ogres and Dronkeys
- Shrek: Reekin’ Havoc
- Shrek Smash n’ Crash Racing
- Shrek Super Slam
- Shrek the Third
- Shrek: Voor Eeuwig en Altijd
- Sid Meier’s Civilization Revolution
- Sight Training: Enjoy Exercising and Relaxing Your Eyes
- SimAnimals
- SimAnimals: Afrika
- SimCity Creator
- SimCity DS
- Simple DS series: The Billiards (D3 Publisher)
- Simple DS series: The Mah-jong (D3 Publisher)
- Simple DS series: The Mushitori (D3 Publisher)
- Skate It
- Slingo Quest
- SNK VS CapCom Card Fighters
- Snood 2: Lost in Snoodville (DSI Games)
- Snood 2: On Vacation
- Solatorobo: Red the Hunter
- Sonic & Sega All-Stars Racing
- Sonic Chronicles: The Dark Brotherhood
- Sonic Classic Collection
- Sonic Colours
- Sonic Rush
- Sonic Rush Adventure
- Soul Bubbles
- Space Chimps
- Space Invaders Extreme
- Space Invaders Extreme 2
- Space Invaders Revolution
- Spanish for Everyone
- Spectral Force (Idea Factory)
- Spectral Force Genesis
- Spectrobes
- Spectrobes: Beyond the Portal
- Speed Racer: De Game
- Spider-Man 2
- Spider-Man 3
- Spider-Man: Friend or Foe
- Spider-Man: Origins Battle for New York
- Spider-Man: Web of Shadows
- SpongeBob's Atlantis SquarePantis
- SpongeBob en zijn vrienden: Aanval van de Speelgoedrobots
- SpongeBob en zijn vrienden: De Slag om Vulkaan Eiland
- SpongeBob Squarepants: Boten Bots Race
- SpongeBob Squarepants: Creatuur van de Krokante Krab
- SpongeBob Squarepants: De Chef Kok
- SpongeBob Squarepants: De Strijd Tegen Slijm
- SpongeBob Squarepants: Drawn to life (THQ)
- SpongeBob Squarepants: Het Surf & Skate Avontuur
- SpongeBob Squarepants: Lights, Camera, Pants! (THQ)
- SpongeBob Squarepants: Super Wraaknemer!
- SpongeBob Squarepants: Truth or Square
- SpongeBob Squarepants en zijn vrienden: Samen Staan ze Sterk!
- Spongebob Squarepants Planktons Robotic Revenge
- Spore Creatures
- Spore Helden Arena
- Sports Island
- Sprung
- Spyro: Shadow Legacy
- SRS: Street Racing Syndicate (Namco)
- Starsky & Hutch
- Star Fox Command
- Star Trek: Tactical Assault
- Star Wars Battlefront: Elite Squadron
- Star Wars Episode III: Revenge of the Sith
- Star Wars: Jedi Power Battles
- Star Wars: Lethal Alliance
- Star Wars The Clone Wars: Jedi Alliance
- Star Wars The Clone Wars: Republic Heroes
- Star Wars: The Force Unleashed
- Star Wars: The Force Unleashed II
- Steal Princess
- Steel Horizon
- Stratego: Next Edition
- Strawberry Shortcake
- Strawberry Shortcake The Four Seasons Cake
- Street Racing Syndicate (DSI)
- Strijd der Giganten: Dinosaurs
- Strijd der Giganten: Dragons
- Strijd der Giganten: Monster Insects
- Sudokumaniacs
- Sudoku Ball Detective
- Sudoku Gridmaster
- Sudoku Master
- Suikoden Tierkreis
- Summon Night Twin Age
- Superman Returns
- Super Black Bass Fishing
- Super Collapse! 3
- Super Dodgeball Brawlers
- Super Mario 64 DS
- Super Monkey Ball: Touch & Roll
- Super Nacho
- Super Princess Peach
- Super Robot Taisen OG Saga: Endless Frontier
- Super Scribblenauts
- Surf's Up
- Sushi Academy
- Suske en Wiske: De Texas Rakkers

## T
- Tak 3: The Great Juju Challenge
- Tales of the Tempest (Namco)
- Tamagotchi Connexion: Corner Shop
- Tamagotchi Connexion: Corner Shop 2
- Tamagotchi Connexion: Corner Shop 3
- Tank Battles
- Tank Beat
- Tantei (Kids Station)
- Tao's Adventure: Curse of the Demon Seal
- Team Ninja Game (Tecmo)
- Teenage Mutant Ninja Turtles 3: Mutant Nightmare
- Teenage Mutant Ninja Turtles: Arcade Attack
- Teenage Zombies: Invasion of the Alien Brain Thingys!
- Telly Addicts
- Tenchu: Dark Secret
- Tenchu: Dark Shadow
- Tennis Elbow
- Tetris DS
- Tetris Party Deluxe
- Texas Hold ’Em Poker DS
- Texas Hold ’em Poker Pack
- That’s so Raven Psychic on the Scene
- Theme Park
- Theresia
- The Bee Game
- The Chase Felix meets Felicity
- The Cheetah Girls Pop Star Sensations
- The Dark Spire
- The Golden Compass
- The Green Lantern Rise of the Manhunters
- The Grinch
- The Incredibles: Rise of the Underminer
- The Incredible Hulk
- The Last Airbender
- The Legendary Starfy
- The Legend of Kage 2
- The Legend of Spyro: A New Beginning
- The Legend of Spyro: De Opkomst van een Draak
- The Legend of Spyro: The Eternal Night
- The Legend of Zelda: Phantom Hourglass
- The Legend of Zelda: Spirit Tracks
- The Little Mermaid & Disney Princess Magical Jewels
- The Little Mermaid: Ariels Undersea Adventure
- The Lord of the Rings: Conquest
- The Lost Treasures of Alexandria
- The Mummy: Tomb of the Dragon Emperor
- The Mysterious Case of Dr. Jekyll & Mr. Hyde
- The Price is Right
- The Princess and the Frog
- The Professor’s Brain Trainer: Logic
- The Professor’s Brain Trainer: Memory
- The Quest Trio
- The Rub Rabbits!
- The Secret Saturdays: Beasts of the 5th Sun
- The Settlers
- The Simpsons Game
- The Sorcerer’s Apprentice
- The Spiderwick Chronicles
- The Suite Life of Zack & Cody: Circle of Spies
- The Treasures of Montezuma
- The Treasures of Montezuma 2
- The Urbz: Sims in the City
- The Wild West
- The Wizard of Oz: Beyond the Yellow Brick Road
- The World Ends With You
- THINK - Train je Brein: Logica Trainer
- THINK - Train je Brein: Logica Trainer Think Again
- Think Kids - Speel je Slim!
- THINK Senses
- Thor: God of Thunder
- Thrillville off the Rails
- Thundercats
- Tigerz: Avonturen in het Circus
- Tiger Woods PGA Tour
- Tiger Woods PGA Tour 2008
- Time Ace
- Time Hollow
- Tim Power: Brandweerman
- Tim Power: Klusjesman
- Tim Power: Politieman
- Tim Power: Profvoetballer
- Tiny in de Bergen
- Tiny Op De Boerderij
- Titanic Mystery
- TMNT
- Toetstrainer Rekenen
- Toetstrainer Taal
- Tokyo Beatdown
- Tomb Raider: Legend
- Tomb Raider: Underworld
- Tomy Cassic Games (Tomy)
- Tom and Jerry Tales
- Tom Clancy’s EndWar
- Tom Clancy’s Splinter Cell: Chaos Theory
- Tony Hawk’s American Sk8land
- Tony Hawk’s Downhill Jam
- Tony Hawk’s Motion 10
- Tony Hawk’s Proving Ground
- Toon-Doku: Sudoku with Pictures!
- Tootuff’s World
- Tootuff: Mission Nadia
- Top Gun
- Top Model
- Top Spin 2
- Top Spin 3
- Top Trumps: Dogs & Dinosaurs
- Top Trumps: Horror & Predators
- Tornado
- Totally spies, (Atari)
- Totally Spies! 2: Undercover
- Totally Spies! 3: Super Spionnen
- Totally Spies! 4: Wereldtour
- TouchMaster
- TouchMaster 2
- TouchMaster 3
- TouchMaster 4: Connect
- Touch Detective 2 1/2
- Touch Mechanic
- Touch Me With Your Finger! Pachislot (Tecmo)
- Touch Panic (Nintendo)
- Touch ’N’ Play Collection
- Tounō Ni Asekaku Game Series: Deel 1: Cool 104 Joker & Setline (Aruze)
- Tounō Ni Asekaku Game Series: Deel 2 (Aruze)
- Tounō Ni Asekaku Game Series: Deel 3 (Aruze)
- Toy Heads Wereld (Interactive Brains)
- Toy Shop
- Toy Shop Tycoon (Majesco)
- Toy Story 3
- Trace Memory (Another Code: Two Memories in Europa) (Nintendo)
- Trackmania
- Transformers Animated: The Game
- Transformers: Autobots
- Transformers: Dark of the Moon - Autobots
- Transformers: Dark of the Moon - Decepticons
- Transformers: Decepticons
- Transformers: Revenge of the Fallen - Autobots
- Transformers: Revenge of the Fallen - Decepticons
- Transformers: War for Cybertron - Autobots
- Trauma Center: Under the Knife
- Trauma Center: Under the Knife 2
- Travel Coach
- Travel Games for Dummies
- Treasure Master
- Trioncube
- Tron: Evolution
- Tropical Lost Island
- Tropix
- True Swing Golf (Touch Golf, Europa) (Nintendo)
- Tsubasa Chronicle (Cavia)
- Tsubasa Chronicle Vol.2 (Cavia)
- Tsumiki The Infernal Tower
- Tube Mania
- Turbo: Super Stunt Squad
- Turn it Around
- Turtles the Movie

## U
- Ubukawa Detective Case Files: The Masquerade Lullaby (Genki)
- Ultimate 8 Golf
- Ultimate Brain Games (TeleGames)
- Ultimate Card Games (TeleGames)
- Ultimate Spider-Man (Activision)
- Undercover
- Underground Pool
- UNO 52
- Unsolved Crimes
- Up, The Movie Game
- Urusei Yatsura: Endless Summer (Marvelous Interactive)

## V
- Valkyrie Profile (Enix)
- Valkyrie Profile: Covenant of the Plume
- Vampire Moon: The Mystery of the Hidden Sun
- Vandal Hearts (Konami)
- Vegas Casino High 5
- VeggieTales: Larryboy and the Big Apple
- Veronica Poker
- Verschrikkelijke Ikke
- Viewtiful Joe: Double Trouble!
- Violetta: Rhythm & Music
- Viva Piñata: Pocket Paradise
- Viva Piñata: Trouble in Paradise (Rare Ltd.)

## W
- Wacky Races Crash & Dash
- Walk With Me: Breng beweging in je leven
- Wall-E
- Warhammer 40.000: Squad Command
- Wario: Master of Disguise
- Wario Ware: Do It Yourself
- Wario Ware: Touched!
- Weekend Miljonairs
- Weekend Miljonairs 2e Editie
- Whac a Mole
- What’s Cooking? Jamie Oliver
- Wickie de Viking
- Wiffle Ball
- Wiffle Ball Advance
- Winx Club: Mission Enchantix
- Winx Club: Rockstars
- Winx Club: Secret Diary 2009
- Winx Club: The Quest for the Codex
- WireWay
- Wish Room (Nintendo)
- W.I.T.C.H
- Witches & Vampires: The Secrets of Ashburry
- Wizards of Waverly Place
- Women's Murder Club: Games of passion (THQ)
- WordJong
- World Championship Poker: Deluxe Series
- World Championship Sports Summer
- World of Zoo
- World Reborn Unification (NeoPong Software)
- World Series of Poker 2008
- World Snooker Championship
- Worms: Open Warfare
- Worms: Open Warfare 2
- Wreck-It Ralph
- WWE Smackdown Vs. Raw 2008
- WWE Smackdown Vs. Raw 2009
- WWE Smackdown Vs. Raw 2010
- WWE Superstar Aggression (THQ)

## X
- Xenosaga I & II (Namco)
- X-Men Origins: Wolverine
- X-Men The Official Game
- X-Men 3 The Official Game (Amaze Entertainment)
- Xiaolin Showdown

## Y
- Yakitate!! Japan (Bandai)
- Yakuman DS (Nintendo)
- Yamaha Supercross
- Yawaraka Atama Juku
- Yeti Quest: Crazy Penguins
- Yogi Bear: The Video Game
- Yoshi’s Island DS
- Yoshi Touch & Go
- Youda Farmer
- Youda Legend: The Curse of the Amsterdam Diamond
- Ys Strategy
- Yu-Gi-Oh! 5D’s Stardust Accelerator: World Championship 2009
- Yu-Gi-Oh! 5D’s World Championship 2010: Reverse of Arcadia
- Yu-Gi-Oh! 5D’s World Championship 2011: Over the Nexus
- Yu-Gi-Oh! Nightmare Troubadour
- Yu-Gi-Oh! Nightmare Troubadour 2 (Konami)
- Yu-Gi-Oh! World Championship 2008
- Yu Gi Oh! GX: Spirit Caller
- Yu Gi Oh! World Championship 2007

## Z
- Zendoku: Sudoku Battle Action
- Zenses: Ocean
- Zenses: Rainforest
- ZhuZhu Pets
- ZhuZhu Pets: Featuring The Wild Bunch
- Zoey 101
- Zoids Saga DS (TOMY)
- Zoo Hospital
- Zoo Keeper
- Zoo Tycoon 2 DS
- Zoo Tycoon DS
- ZUBO